# Lichida
I lichidi (Lichida) sono un ordine di artropodi estinti, appartenenti ai trilobiti. Vissero tra l'Ordoviciano e il Devoniano (480 – 360 milioni di anni fa) e rappresentano una linea evolutiva di trilobiti particolarmente spinose.

## Descrizione
Questi trilobiti possedevano un esoscheletro dalla superficie granulosa e dotata di tubercoli. Alcune specie erano eccezionalmente spinose, con segmenti toracici lunghi quanto l'intero corpo dalla testa alla coda. Le sezioni della coda (pygidium) erano a forma di foglia e anch'esse spinose. I segmenti del corpo (thorax) erano generalmente in un numero compreso tra 8 e 13.

## Stile di vita
Gli studiosi si sono spesso interrogati sul significato delle lunghe spine di questi trilobiti. Una delle ipotesi più in voga era che le spine servissero come difesa contro le mascelle dei primi pesci dotati di mascelle, che si stavano velocemente sviluppando in quel periodo. Ciò, tuttavia, non permette di spiegare come mai i trilobiti lichidi (in particolare quelli della famiglia Odontopleuridae) iniziarono a sviluppare lunghe spine durante l'inizio dell'Ordoviciano, ovvero molto prima della comparsa dei vertebrati gnatostomi.